# تنسيق الخريطة

تشتمل خريطة جزر فوكلاند على عدة عناصر أساسية تُستخدم في تنسيق الخرائط:
1. عنوان الخريطة.
2. مقياس الرسم.
3. مفتاح الخريطة.
4. خريطة ركنية.
يعد هذا بمثابة حل وسط بين الأساليب المرنة والمجزأة للتنسيق، مع وجود عناصر غير متعلقة بالخريطة "في أعلى" الخريطة الرئيسية. هنا، تتم موازنة الخريطة الرئيسية ذات الثقل العلوي من خلال العناصر غير الموجودة بالخريطة أدناه. لاحظ استخدام خريطة داخلية لتحديد المواقع ونص إضافي محدود حول الإسقاط (البيانات الوصفية) والنزاع على السيادة (توضيحي)، وكلها مناسبة للجمهور العام من قراء الخرائط. يسهل شريط مقياس الرسم التفصيلي في نظامي القياس إجراء قياسات دقيقة للمسافة بواسطة جمهور واسع النطاق على مستوى العالم.

تنسيق الخريطة أو تكوين الخريطة أو تخطيط لوحة الخريطة، هو جزء من تصميم رسم الخرائط الذي يتضمن تجميع عناصر الخريطة المختلفة على لوحة الخريطة. ويشمل ذلك الخريطة الرئيسية نفسها، بالإضافة إلى العناوين والمفتاح ومؤشرات مقياس الرسم والخرائط الركنية وعناصر أخرى. ويبتع مبدأ التنسيق مبادئ مشابهة لتخطيط الصفحة في التصميم الجرافيكي، مثل التوازن، والجشطالت، والتسلسل الهرمي البصري. يُستخدم مصطلح تكوين الخريطة أيضاً لتجميع المعالم والرموز داخل لوحة الخريطة نفسها، مما قد يسبب بعض الالتباس؛ تشترك هاتان العمليتان في بعض مبادئ التصميم المشتركة ولكنهما إجراءات متميزة في الممارسة العملية. تنطبق مبادئ مماثلة للتصميم التخطيطي على الخرائط المنتجة في مجموعة متنوعة من الوسائط، بدءاً من خرائط الحائط كبيرة الحجم؛ إلى الرسوم التوضيحية في الكتب؛ إلى خرائط الويب التفاعلية، على الرغم من أن كل وسيلة لها قواعد تميّزها عن الأخرى.

## مبادئ تنسيق لوحة الخريطة
في حين أن تصميم الخريطة مُقيد بالواقع الجغرافي (أي أن الأشياء هي على ما هي عليه وأينما تكون)، فإن رسام الخرائط يتمتع بحرية أكبر في تصميم لوحة الخريطة مقارنة برسم الخريطة نفسها. لذلك، فإن تخطيط الصفحة له قواسم مشتركة مع التصميم الجرافيكي -مع مبادئ التخطيط الخاصة به- أكثر من أي جانب آخر من جوانب رسم الخرائط. تأثير آخر لهذه العلاقة هو أن مهنة رسم الخرائط قد اعتمدت هذه المبادئ إلى حد كبير، مع بحث فريد نسبياً حول هذا الموضوع من قبل رسامي الخرائط الأكاديميين مقارنة بالجوانب الأخرى. كان عمل رودولف أرنهايم، وخاصة كتابه "الفن والإدراك البصري" عام 1954، مؤثراً بشكل خاص خلال السنوات التكوينية لرسم الخرائط الأكاديمية الموجهة للجمهور العلمي، ولا يزال يُستشهد به في بعض الكتب التعليمية لرسم الخرائط.
بعض مبادئ التصميم الرئيسية -الأكثر تطبيقاً- على تصميم الخريطة هي:
- تدفق الانتباه: قراءة الخريطة هي عملية -غالبًا ما تكون- مُعقدة لدى كثيرين، وتتطلب من مستخدم الخريطة استخلاص المعلومات من الخريطة، وإجراء تفسيرات وتحليلات وإصدار أحكام من تلك المعلومات المستمدة من لوحة الخريطة. وبالتالي، فإن هذه العملية تنطوي على قدر كبير من تحويل الاهتمام من جزء من لوحة الخريطة إلى جزء آخر.[4] في حين أن رسام الخرائط لا يستطيع إجبار القارئ على قراءة الخريطة بترتيب معين كما هو الحال في صفحة كتاب، فإن التصميم الجيد يمكن أن يؤثر بمهارة على تدفق الانتباه بطريقة تسهل استخدام الخريطة للأغراض المقصودة، مثل تقليل مقدار حركة العين التي قد تُسبب التشتيت من عدم التنظيم الجيد للوحة.[5] تتضمن الأمثلة على ذلك تصميم عنوان خريطة بحيث ينقل بوضوح غرض الخريطة ويتم ملاحظته في بداية العملية، وتصميم وسائل الإيضاح المناسبة (وأهمها مفتاح الخريطة) بحيث يمكن مقارنة الرموز الموضحة فيه بسرعة وسهولة مع الرموز المقابلة في الخريطة.
- التسلسل الهرمي البصري: أحد التأثيرات الرئيسية على تدفق الانتباه هو الأهمية الواضحة للعناصر الموجودة على الصفحة؛ ما سيلاحظه القارئ أولاً وثانياً وهكذا. كما هو الحال مع الرموز داخل لوحة الخريطة، فإن لوحة الخريطة ككل، بالإضافة إلى عناصر التخطيط الأخرى، تحمل "وزناً" مرئياً، يتم تحديده بشكل عام من خلال تباينها مع خلفية الصفحة والعناصر المحيطة. وبالتالي، فإن هدف رسام الخرائط هو إنشاء تسلسل هرمي بصري يتوافق مع التسلسل المفاهيمي لما يجب أن يكون الأكثر أهمية والأقل أهمية، أو الذي يتم رؤيته أولاً وأخيراً، وفقاً للغرض المعمول من أجله الخريطة. ويعد استخدام المتغيرات المرئية -وخاصة الحجم والقيمة وتعقيد الملمس- ذات قيمة خاصة في بناء التسلسل الهرمي البصري، كما هو الحال مع الاستخدام الحكيم للمساحة السلبية أو المساحة البيضاء.
- التوازن: بالمعنى الفني، بالمعنى الذي يؤدي إلى شعور الفرد القارئ للخريطة بتوزيع التصميم بالتساوي عبر لوحة الخريطة. مما يُشابه حس التوازن الميكانيكي، حيث يمكن اعتبار أن كل عنصر من عناصر الصفحة له وزن (مطابق تقريباً لوزنه في التسلسل الهرمي البصري)، و"عزم الدوران" الناتج عن كل وزن وبعده عن الإطار. يجب أن يكون مجموع وسط الصفحة صفراً.[6] يمكن تحقيق التوازن بشكل سلبي، من خلال التماثل والترتيب المتساوي للعناصر (وهو أمر أسهل ولكن غالباً ما يُنظر إليه على أنه ممل)، أو ديناميكياً، من خلال ترتيب عناصر مختلفة جداً في مسافات مختلفة، ولكن مع الاستمرار في الوصول إلى التوازن.
- الترتيب: يمكن ترتيب عناصر الخريطة بطرق مختلفة؛ فمحاذاة المكونات الداخلية للخريطة لها تأثير قوي على تدفق الاهتمام.[7] كما هو الحال في التوازن، يتم تحقيق الترتيب السلبي من خلال محاذاة العناصر بشكل صارم في نمط شبكة متساوٍ ومتماثل؛ غالباً ما يُنظر إلى هذا على أنه احترافي ولكنه قد يكون مملاً. يقدم النظام الديناميكي بعض العشوائية أو عدم التساوي في الترتيب، الأمر الذي يمكن أن يعطي رد فعل من الاهتمام والحماس، ولكن في أقصى حالاته سيبدو عشوائياً وطفولياً وفوضوياً. هناك سلسلة متواصلة أخرى من أساليب ترتيب التخطيط تختلف بين التخطيط المجزأ، حيث يتم فصل كل عنصر عن العناصر الأخرى باستخدام الخطوط الدقيقة والحدود (إنشاء نظام واضح ومنظم بقوة، ولكنه غالباً ما يبدو متكلفاً)؛ والتخطيط المرن، حيث يمكن للعناصر أن تتداخل وتتدفق مع بعضها البعض (إنشاء نظام ديناميكي موحد، ولكنه قد يكون مربكاً).[8] وبالتالي، فإن تصميم التخطيط يدور حول إيجاد توازن بين هذه المكونات المختلفة لتحقيق أفضل ما في الجانبين؛ الإيجابي والسلبي.
- الانسجام أو التكامل: لا يجب أن تؤدي عناصر الخريطة وظائفها بشكل فردي فحسب، بل يجب أيضاً أن تتكامل معاً، من الناحيتين الجمالية والوظيفية. يمكن اعتبار التسلسل الهرمي البصري والتوازن والنظام جوانب من الانسجام، كذلك الاختيار الحكيم للخطوط والألوان [7]
- الجمالية التطبيقية: تتحد كل هذه العناصر لتعطي انطباعاً عاماً فورياً أو رد فعل عاطفي في ذهن عارض الخريطة. هذه ليست مجرد مسألة الجمال مقابل القبح، ولكنها يمكن أن تشمل أيضاً ردود أفعال أكثر عملية مثل الوضوح مقابل الفوضى، أو الموثوقية مقابل المشتبه به، أو المنتج النهائي الاحترافي للخريطة مقابل المنتج العشوائي أو من قبل هواة، والتي تؤثر بشكل مباشر على مدى نجاح الخريطة في تحقيق أهدافها أو الأغراض المقصودة منها.

## عناصر تنسيق لوحة الخريطة
بالإضافة إلى الخريطة نفسها، هناك العديد من العناصر المضمنة في تخطيط الخريطة. فيما يلي العناصر الشائعة لتخطيط الخريطة.

### حاشية الخريطة
حاشية الخريطة هو أي من الكائنات أو العناصر الداعمة التي تساعد القارئ على تفسير الخريطة. تشتمل العناصر النموذجية المحيطة بالخريطة على العنوان ووسيلة الإيضاح وسهم الشمال ومقايس الرسم (كتابي أو خطي) والحدود ومعلومات المصدر والنصوص الأخرى والخرائط الداخلية.

### المساحة السلبية / الفارغة
قد تبدو خلفية الخريطة غير مهمة في البداية، لكنها تلعب عدة أدوار فعالة في استخدام الخريطة. فهي توفر "مساحة للتنفس" بين عناصر الخريطة، ويمكن أن يعمل على تمييز العناصر دون استخدام الحدود. يؤدي عزل عنصر معين، مثل العنوان، من خلال إحاطته بمساحة بيضاء واسعة إلى زيادة تباينه مع محيطه، مما يرتقي به في التسلسل الهرمي البصري.
والأهم من ذلك، أن لون الخلفية ينشئ خطاً أساسياً تتباين معه رموز الخريطة والعناصر الأخرى، مما يؤدي إلى إنشاء التسلسل الهرمي البصري بأكمله. هناك أربعة طرق شائعة للون الخلفية:
- الخلفية البيضاء التقليدية للخرائط الورقية تجعل العناصر الداكنة أكثر وضوحاً.
- خلفية داكنة، اكتسبت شعبية مؤخراً، خاصة في رسم خرائط الويب، حيث يتم ترميز العناصر الموضوعية المهمة بألوان زاهية أو باهتة لجعلها "متوهجة".
- تتيح الخلفية المتوسطة، مثل الصورة المظللة، ظهور الرموز باللونين الأبيض والأسود، على الرغم من أنه إذا لم يتم تنفيذها بشكل جيد، فقد تنتج أيضاً مظهرًا "موحلًا" لا تبرز فيه العناصر على الخريطة بشكلٍ جيد.
- يتم أحيانًا استخدام خلفية عالية التباين في المناطق الساحلية للتأكيد على التباين بين الأرض والمياه. فهو يقسم الخريطة بشكل أساسي إلى أرض ذات خلفية فاتحة وخلفية بحر داكنة، مما يمثل تحديات للتصميم المتسق ولكن يمكن أن ينتج عنه تأثير مذهل.

### الخريطة الرئيسية
العنصر الأساسي في لوحة الخريطة هي الخريطة نفسها. حيث توضع في قمة التسلسل الهرمي البصري، بمعنى يجب أن تكون الخريطة -موضوع دراسة اللوحة- هي الأكبر من جميع العناصر الأخرى، وغالباً ما توضع في المنتصف. وتكون الخريطة الرئيسية هي الجزء الأكثر تعقيداً من بقية العناصر باللوحة. وكلما كبرت الخريطة الرئيسية؛ كلما أظهرت قدرة قارئها على مطالعة تفاصيلها بكل وضوح.

### مفتاح الخريطة

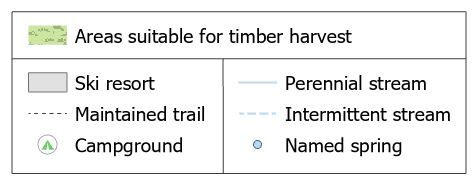
مفتاح الخريطة يحتوي على رموز توجد منفردة أو متكررة بالخريطة، وهي تعمل بمثابة المترجم لرموز الخريطة.

يقوم مفتاح الخريطة بفك شفرة الرموز الموجودة بالخريطة الرئيسية، خاصة الرموز غير الواضحة، وليس شرطاً أن تُوضح الرموز أو الألوان التي لا تحتاج إلى تفسير. بالإضافة إلى ذلك، يُساهم مفتاح الخريطة أيضاً في أغراض أخرى، بما في ذلك: تنظيم الرموز في هيكل من الطبقات حسب الأهمية؛ والثقافة العامة حول الموضوع؛ أو لمجرد وصف كيفية إنشاء رموز الخريطة. بعض أشكال مفتاح الخريطة توفر تفاصيل حول المتغير الذي يتم عرضه أو نشره أو تأليفه، وذلك يعني أن مفتاح الخريطة هو أهم العناصر -بعد الخريطة الرئيسية- لفهم الخريطة. باستخدام مبادئ الجشطالت، تم إنشاء مجموعات مختلفة من القواعد لتباعد الرموز داخل مفتاح الخريطة والمحاذاة والتجميع.

### عنوان الخريطة
يجب أن يكون عنوان الخريطة قصيراً ومُلخصاً بليغاً وبسيطاً لموضوع الخريطة. ويتضمن عادةً معلومات حول موضوع الخريطة والموقع الجغرافي. والعنوان يجب أن يكون جزءاً مهماً من التسلسل الهرمي المرئي للتخطيط لأن العنوان يخبر الأشخاص -القراء- بموضوع الخريطة، والذي يُفهم منه -بالضرورة- الغرض التي صُممت من أجله لوحة الخريطة.

### مقياس الرسم
من المهم تضمين مقياس الرسم على الخريطة؛ لأنه يوضح نسبة الحجم بين لوحة الخريطة وأرض الواقع. يتم تمثيل المقياس عادةً بشكل مقياس تخطيطي أو مقياس نسبي (1 : 100000) أو مقياس كتابي (1 سم = 1 كم2). يعتمد التصميم المفضل لمؤشر المقياس على الغرض من الخريطة وجمهورها
يُعد مقياس الرسم التخطيطي مفيداً للغاية عندما يلزم إجراء قياس المسافات على الخريطة؛ للتأكد من الدقة على أرض الواقع، ولكن ليس له أي ضرورة عندما لا يتم استخدامه لهذا الغرض. وبشكل عام، تستخدم الكثير من الخرائط المعروضة للجمهور العام -غير المتخصص بالجغرافيا أو بالعلوم المتربطة- تصميمات مقياس رسم بسيطة جداً لإعطاء الإحساس بالحجم الفعلي بالخريطة بشكل تمثيلي، ويتضح ذلك في الخرائط السياحية وبعض الأطالس أو الخرائط ذات الاستخدام اليومي على شبكة الإنترنت أو الهاتف المحمول.

### الخريطة الرُكنية
الخرائط الركنية هي خرائط أصغر يتم تضمينها في نفس لوحة الخريطة الرئيسية. بحيث يُمكن للخريطة الركنية عرض معلومات إضافية تتعلق بالخريطة الرئيسية. وهناك أربعة أنواع شائعة من الخرائط الركنية:
- خريطة تحديد المواقع ذات مقياس أصغر بكثير من الخريطة الرئيسية، وتُستخدم لإظهار الموقع الجغرافي للخريطة الرئيسية ضمن خريطة أكبر، مثلاً لتحديد موقع المدينة (في الخريطة الرئيسية) على خريطة الدولة (في الخريطة الركنية)، بلك تبرز اهميتها للجمهور الذي لا يعرف الموقع الجغرافي للمنطقة المرسومة بالخريطة الرئيسية.
- يكون مقياس الرسم بالخريطة الركنية أكبر بكثير من الخريطة الرئيسية، لإظهار التفاصيل في جزء أكثر تعقيداً من الخريطة الرئيسية.
- التفاصيل الداخلية لتصميم الخريطة الركنية المُصغرة قد تختلف في ظاهرها عن الغرض الرئيسي الذي صُممت اللوحة من أجله، لكنها ذا صلة بالخريطة الرئيسية لأنها تُغطي نفس المنطقة الجغرافية.
- الموضوع الداخلي للخريطة الركنية نفس المحتوى الموضوعي في منطقة غير متجاورة، مثل الإدخالات الشائعة لألاسكا وهاواي في خرائط الولايات المتحدة.

### تحديد الاتجاه / سهم الشمال
تقوم أسهم الشمال بتوجيه القراء وإخبارهم بالاتجاه الذي تواجهه الخريطة. وهي مهمة بشكل أساسي لمعرفة الاتجاهات الحقيقية الأصلية والفرعية، حيث يكون سهم الشمال متجهاً لأعلى، وأحياناً يتم رسم الاتجاهات الأصلية في شكل نجمي (وردة البوصلة) أو الاتجاهات الأصلية والفرعية معاً، وتختلف التصميمات حسب الاستخدام أو من الناحية الفنية، فيُمكن لأسهم الشمال أن تكون معقدة جداً أو بسيطة جداً من ناحية التصميم.

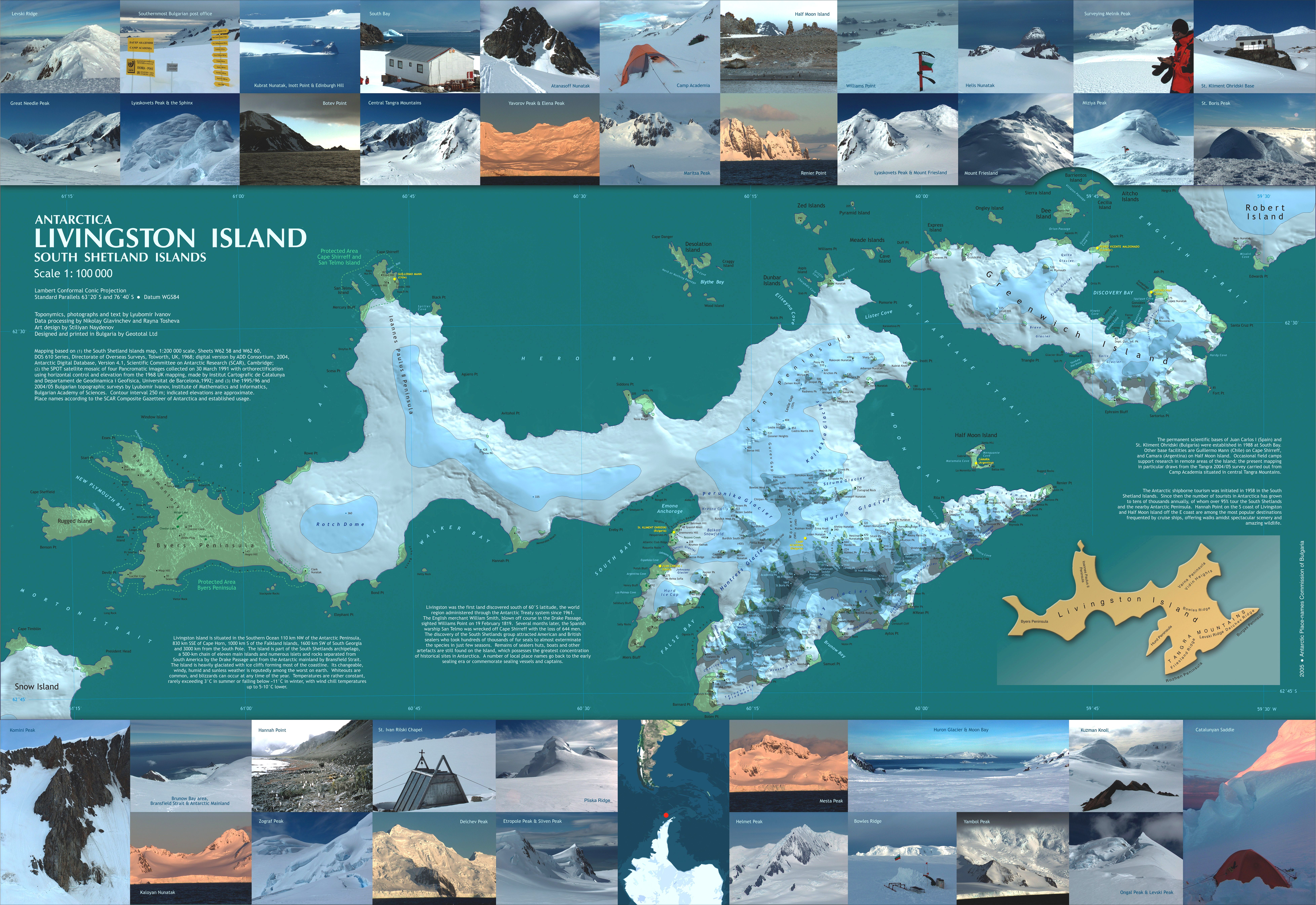
خريطة لجزء من جزر جنوب شيتلاند في القارة القطبية الجنوبية، باستخدام العديد من الصور الفوتوغرافية لتوضيح المناظر الطبيعية المرسومة على الخريطة، بالإضافة إلى الكتل النصية للأغراض التوضيحية وأغراض البيانات الوصفية. يعد هذا استخداماً فعالاً نسبياً لخلفية عالية التباين (تسليط الضوء على الغطاء الجليدي)، على الرغم من أنه يمثل بعض التحديات، مثل المناطق الخضراء التي تبدو مثل المحيط مثل الأرض.

### النصوص التكميلية
يتم استخدام النص التكميلي لتوفير السياق أو شرح مبسط للخريطة أو عناصر الخريطة الأخرى. غالباً ما يستخدم رسامي الخرائط الموضوعية نصاً لإضافة محتوى يدعم الغرض الذي من أجله رُسمت الخريطة، مثل التوضيحات أو التفسيرات للأنماط المرئية فيها. هناك نوع معين من النصوص وهو البيانات التعريفية للخريطة، والتي توفر معلومات أساسية حول إنشاء الخريطة، وقد يكون بشكل مبسط مثل الاستشهاد بمصادر معلومات الخريطة، ولكنه قد يتضمن أيضاً معلومات مثل نوع مسقط الخريطة، والمؤلف / الرسام، وحقوق النشر، وتاريخ الإنتاج و/أو بيانات المصدر، وطرق الرسم المستخدمة، يتم وضع هذه البيانات بناءً على غرض الخريطة والجمهور.

### الصور
يمكن إضافة صور بالخريطة إلى لوحة الخريطة لعدة أسباب، مثلاً تقديم عرضاً للصور للمنطقة التي تم تصميمها على الخريطة الرئيسية؛ حتى يتمكن القارئ من رؤية شكل الموقع. يمكن أيضاً استخدام الصور لعرض أمثلة لنقاط البيانات أو لتوضيح الطرق المستخدمة لإنشاء الخريطة. تعد شعارات الوكالات أو الشركات الراعية للخريطة أيضاً استخداماً شائعاً للصور الموجودة في لوحات بعض الخرائط؛ كالخرائط التجارية أو السياحية.

### الرسوم البيانية
يمكن أن توفر المخططات والرسوم البيانية عرضاً -غير مكاني- للبيانات لدعم الغرض الذي من أجله رسمت الخريطة. يسمح ذلك بتصور البيانات بطرق قد تكون أكثر ملاءمة من الخريطة، مثل تغيير المعلومات أو الإحصاءات بمرور الوقت.